# ميغوراشيم
ميغوراشيم ((بالعبرية: מגורשים‏) "المطرودون") هو مُصطلح يُستخدَم للإشارة إلى يهود شبه الجزيرة الإيبيرية الذين وصلوا إلى شمال أفريقيا نتيجة الاضطهادات المعادية لليهود عام 1391 وطرد اليهود من إسبانيا عام 1492. اختلف هؤلاء المهاجرون عن يهود شمال أفريقيا الأصليين والذين يُطلق عليهم توشافيم. تواجد التوشافيم في شمال أفريقيا منذ العصور القديمة، ويتحدثون اللغات المحلية (العربية أو الأمازيغية)، ولهم تقاليد متأثرة بالإسلام المغربي. أثر الميغوراشيم على اليهودية في شمال أفريقيا بإحضارهم لتقاليدهم من إسبانيا. وفي النهاية اندمجوا مع التوشافيم، بحيث أصبح من الصعب الآن التمييز بين المجموعتين. غالباً ما يُشار إلى يهود شمال أفريقيا بالسفارديين، وهو مُصطلح يؤكد جذورهم وتقاليدهم الإيبيرية.

## الهجرات
حدثت الهجرة الأولى في أعقاب اضطهاد عام 1391 في كتالونيا وبلنسية وجزر البليار. استقر العديد من الميغوراشيم على طول ساحل شمال أفريقيا، وخاصة في الجزائر. وكان من بينهم حاخامات مرموقون مثل إسحاق بن شيشت وشمعون بن زيما دوران. من بين 40.000 إلى 70.000 يهودي الذين غادروا إسبانيا في عام 1492 بعد مرسوم قصر الحمراء، قدرت الموسوعة اليهودية أن 32.000 وصلوا إلى ساحل شمال أفريقيا. (20.000 في المغرب و10.000 في الجزائر). ومع ذلك، يقول آخرون إنه من المستحيل تقدير عدد اليهود الإيبريين الذين لجأوا إلى المغرب والمغرب العربي.

### مجموعات
- Granas
- مارانوس
- توشافيم
- الحكيتية

### مجتمعات
- تاريخ اليهود في المغرب
- تاريخ اليهود في الجزائر
- تاريخ اليهود في تونس